# Truthmaker
Truthmaker é um termo técnico lógico-filosófico usado por alguns filósofos de língua inglesa, para o qual não existe uma palavra em português para a traduzir. Alguns filósofos em Portugal inventaram a palavra veridador, palavra essa que também não faz parte do léxico em língua portuguesa. Todavia, foi precisamente a palavra veridador que os tradutores do Dicionário de Filosofia "The Penguin Dictionary of Philosophy" , coordenado por Thomas Mautner, usaram para verter para o português o conceito de  truthmaker.   

## O conceito
Alguns filósofos defendem a ideia de que algo faz as afirmações verdadeiras serem verdadeiras. Isso significa apenas que há algo que faz uma afirmação verdadeira ser verdadeira quando é verdadeira. Truthmaker, literalmente “fazedor de verdade”, quer dizer que, para cada afirmação verdadeira, há algo que, só por existir, faz essa afirmação ser verdadeira. Os defensores da teoria veridativa não propõem tipicamente uma abordagem completa do que seja "fazer" uma afirmação ser verdadeira. Mas na sua maioria concordam que a necessitação tem de, no mínimo, fazer parte de tal abordagem. 
A noção de “truthmaker” não compromete a discussão que questiona se as verdades correspondem a factos, e ao mesmo tempo não abandona a ideia de que algo terá de ser responsável pela sua verdade. Perguntar pelo “truthmaker” de uma verdade é uma pergunta de ordem metafísica, claramente diferente da pergunta de ordem epistémica que consiste em perguntar o que permite saber se uma frase é verdadeira. Armstrong defendeu em “A World of States of Affairs, 1997” a tese forte de que há um “truthmaker” para toda a verdade. Mas nem sempre os “truthmakers” são óbvios, como, por exemplo: “não há quadrados redondos.” 
A intuição básica da noção de verdade, como correspondência, diz que, se uma proposição ou frase é verdadeira - p, então existe um s tal que s é o "truthmaker" de p. Essa ideia tem um apelo especialmente forte no que diz respeito a proposições verdadeiras em virtude de fenómenos ou objectos empíricos. Por outro lado, se não há alternativa para a tese de Frege segundo a qual a referência de uma frase é o seu valor de verdade, uma teoria da verdade como correspondência é inviável. O argumento da funda (the slingshot argument) pretende defender a tese de Frege e inviabilizar uma teoria da verdade como correspondência. Há autores que defendem que uma teoria de "truthmakers" de verdades empíricas evita o argumento da funda. 